# William Butterfield
William Butterfield (Londra, 7 settembre 1814 – Londra, 23 febbraio 1900) è stato un architetto britannico, esponente del revival Gotico e associato con il movimento di Oxford.

## Biografia
William Butterfield nacque a Londra nel 1814 in una famiglia di farmacisti, composta da ben nove figli.
Il suo percorso di studi iniziato a Worcester ricevette una svolta importante quando Butterfield si recò presso il costruttore Thomas Arber, per sottoporsi ad un periodo di apprendistato.
Successivamente studiò architettura, dapprima sotto la guida di E. L. Blackburne (1836), e successivamente presso la Società di Architettura londinese, mentre dal 1838 al 1839, assunse il ruolo di assistente di Harvey Eginton, un architetto attivo presso Worcester.
Pur appartenendo al movimento neogotico diffuso in Inghilterra nella sua epoca, Butterfield cercò di liberarsi dai vincoli dei modelli medioevali grazie alla ricerca di un linguaggio innovativo, concretizzato con l'uso libero di materiali policromi, che diedero forma al cosiddetto "stile screziato", definito generalmente stile Vittoriano. Per gli interni, invece, risolse il suo modello di stile recuperando un gotico medio.
Dal 1842, Butterfield fu attivo con la Cambridge Camden Society, poi con la Ecclesiological Society, con la quale ebbe anche un ruolo di grafico per il giornale The Ecclesiologist. Questi contatti influenzarono ulteriormente il suo stile architettonico, così come colse a piene mani l'ispirazione religiosa dall'Oxford Movement.
Tra le strutture a cui maggiormente lavorò Butterfield, oltre a quelle religiose, si ricordano quelle scolastiche.
Morì il 23 febbraio del 1900, a Londra. Venne sepolto in una semplice tomba gotica presso il Tottenham Cemetery nel nord della città.
Per onorare la sua memoria è stata collocata una targhetta ricordo sulla sua casa in Bedford Square a Londra.

## Opere

### Progetti
- Il Royal Hampshire County Hospital, Winchester, (1868)
- All Saints, Margaret Street, Londra (1859)
- Balliol College, Oxford (1856-7)
- La Cathedral of the Isles, Great Cumbrae, Scozia
- Keble College, Oxford (1876)
- Bamford Church, Hope Valley, Derbyshire (1861)
- Merton College, Oxford (1864)
- Rugby School, (1875)
- St Mary Magdalene Church, Sussex
- St Augustine's College, Canterbury (1845)
- St Mary Magdalene, Enfield Chase
- Saint Cross Church, Manchester
- All Saints Babbacombe, Torquay, Devon
- Sarum College, Salisbury
- College St. Columba, Dublin (1880)
- Exeter School, Devon
- St Mark, Dundela, Belfast (1899)
- Chiesa di St Paul, Wooburn, (1869)
- Chiesa di St. Mary (1851)

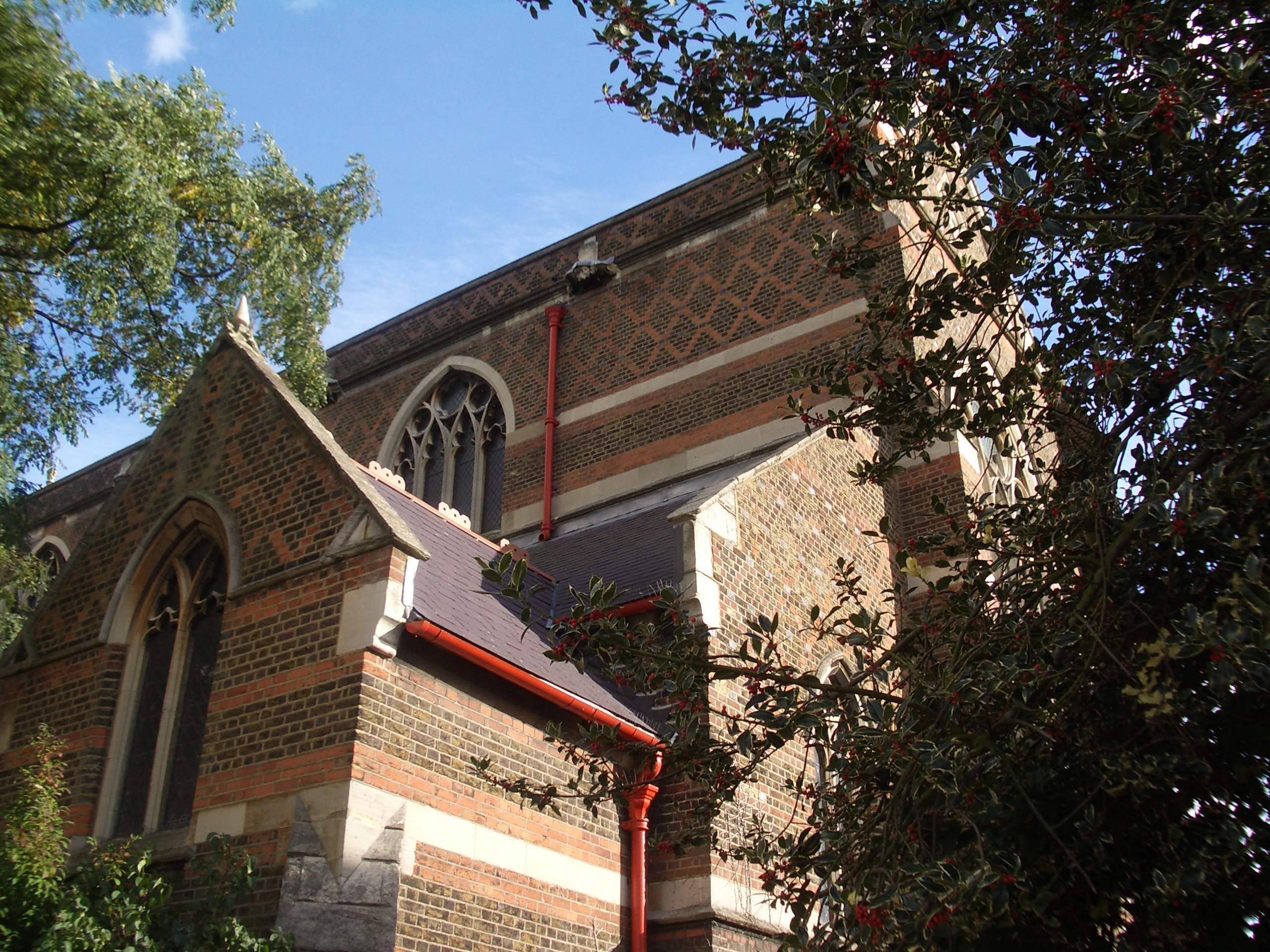
Chiesa di St. Mary
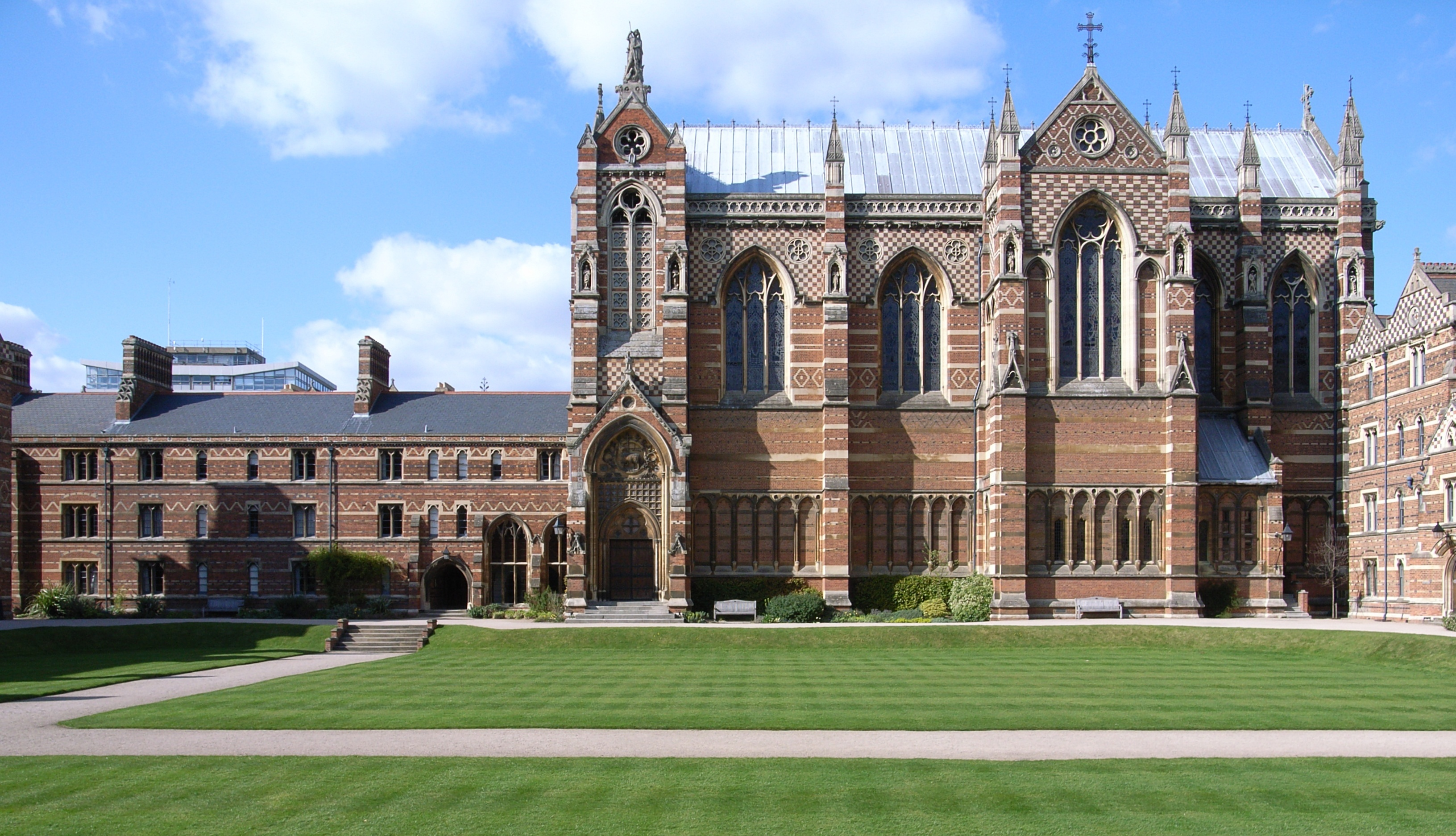
Kable College Chapel, Oxford
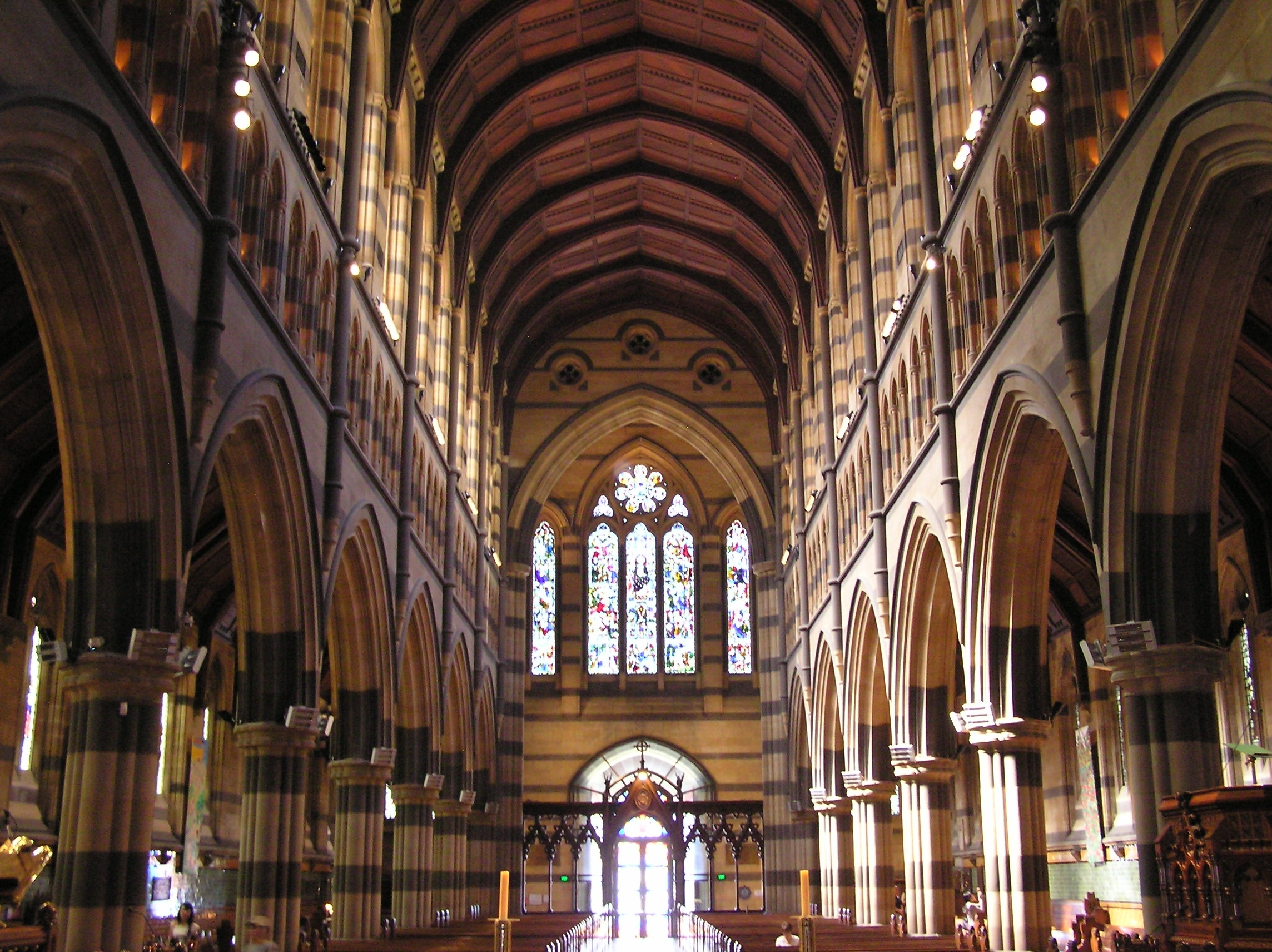
Cattedrale di St.Paul
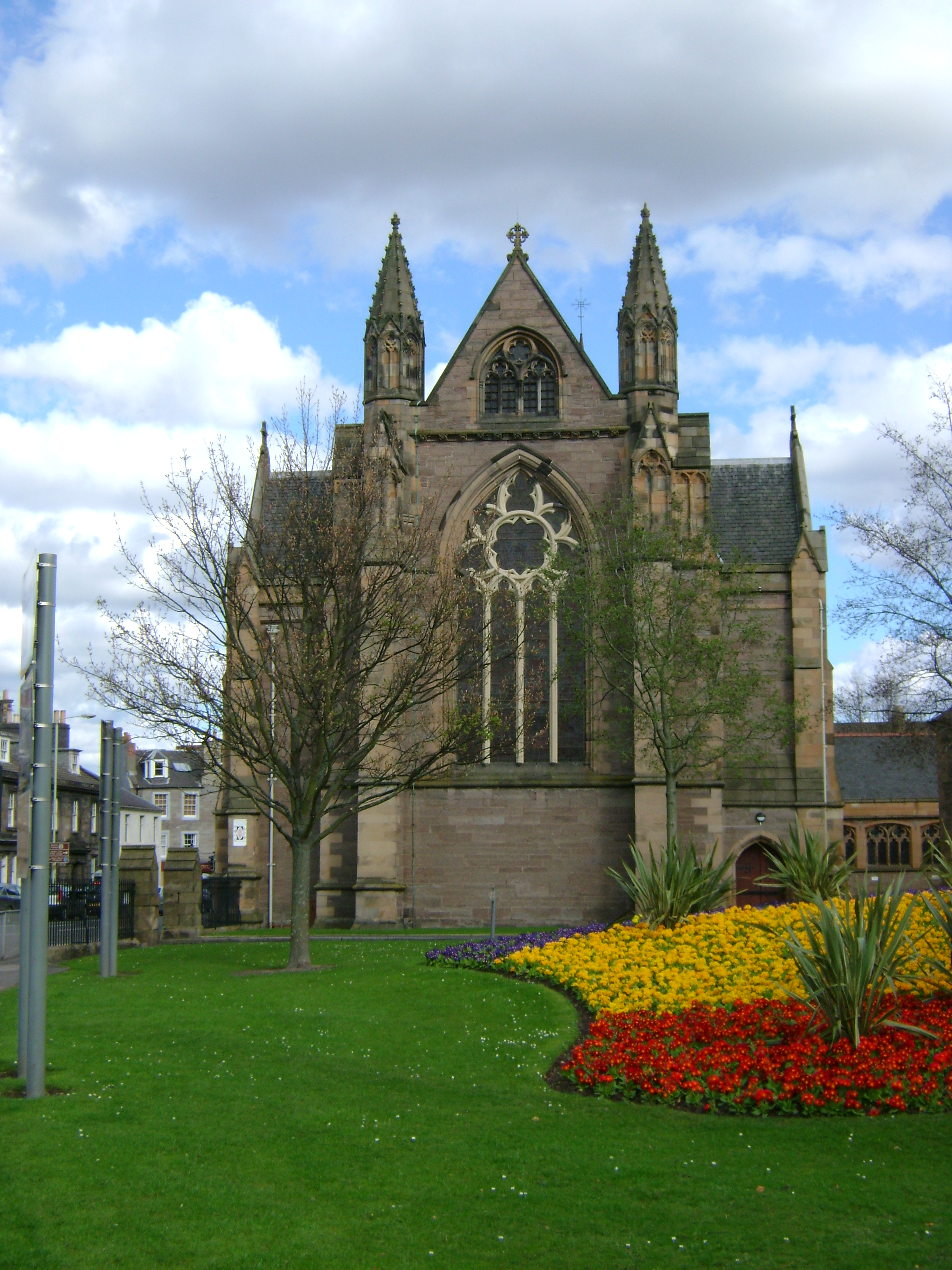
Cattedrale di St. Ninian
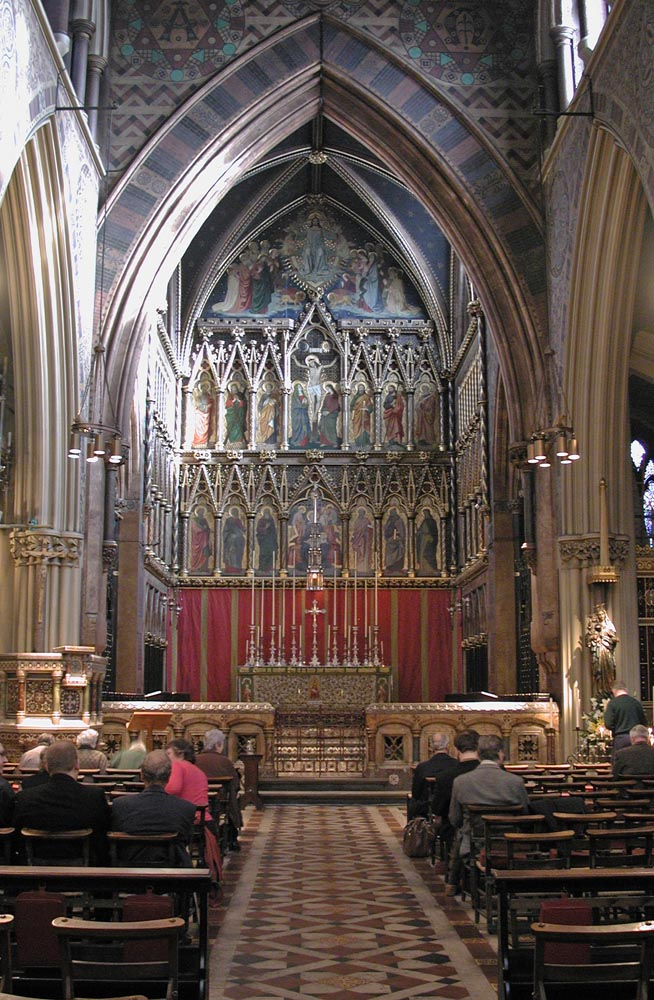
All Saints, Londra
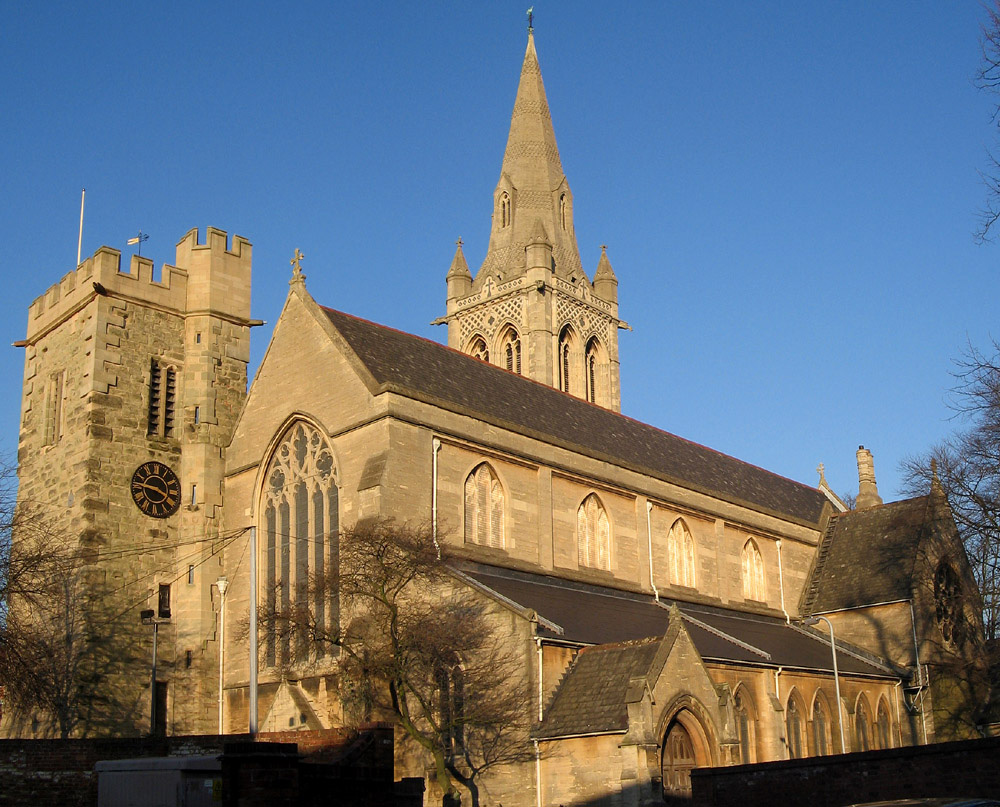
Chiesa di St. Andrew
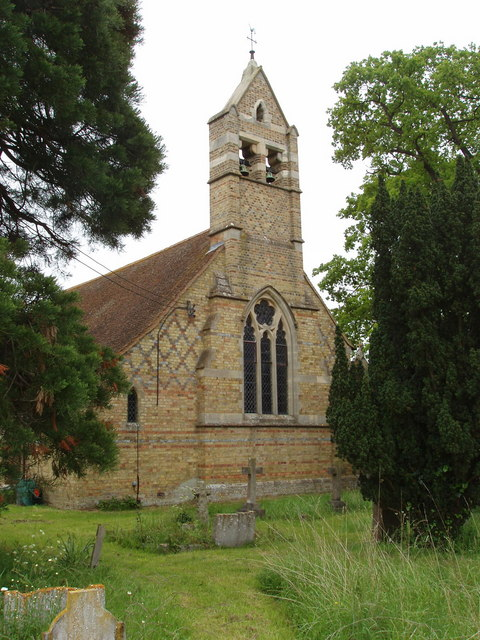
Chiesa di St. Barnabas
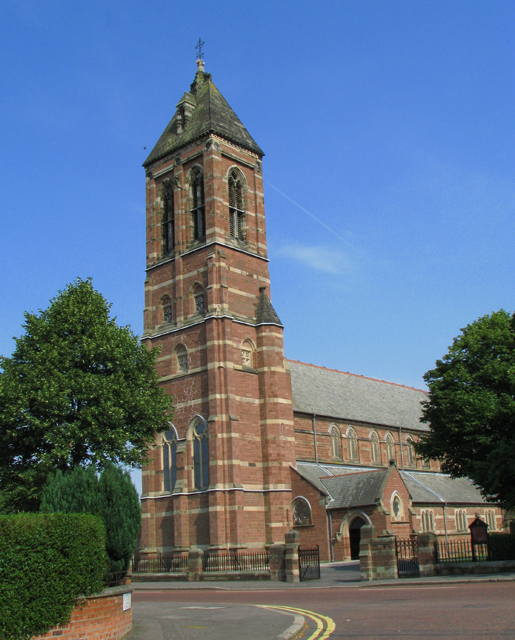
Chiesa di St.Mark

### Pubblicazioni

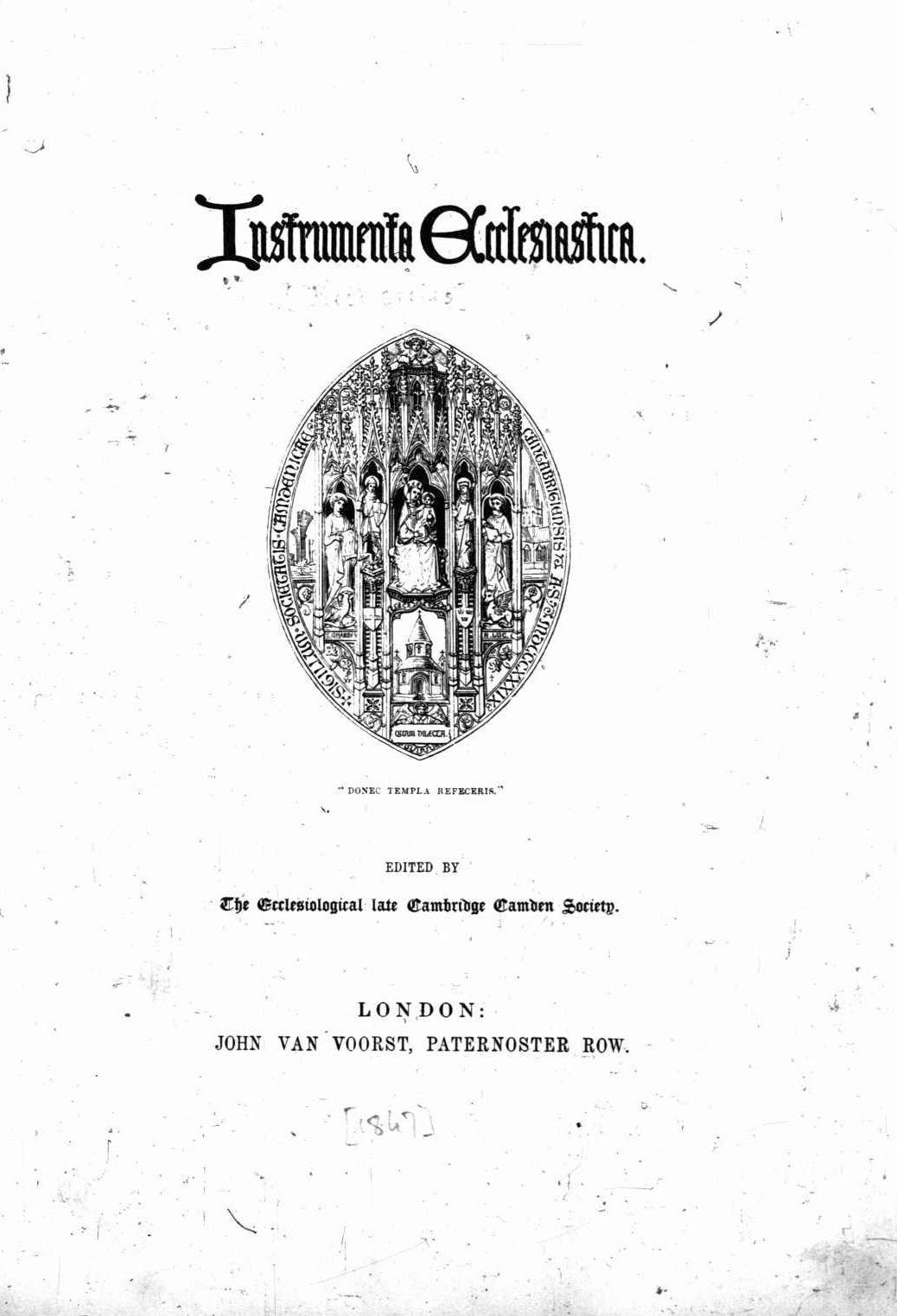
Instrumenta Ecclesiastica, 1847

- (LA) Ecclesiological late Cambridge Camden Society (a cura di), Instrumenta Ecclesiastica, con incisioni da disegni di William Butterfield, London, John Van Voorst, 1847.